# Berthella stellata
Berthella stellata är en snäckart som först beskrevs av Risso 1826.  Berthella stellata ingår i släktet Berthella och familjen Pleurobranchidae. Inga underarter finns listade i Catalogue of Life.